# ياقوش
ياقوش هي قرية في مقاطعة بيرانشهر، إيران. يقدر عدد سكانها بـ 24 نسمة بحسب إحصاء 2016.